# 大嵐山 (函南町)
大嵐山（おおあらしやま）は静岡県田方郡函南町と伊豆の国市の境にある山。山頂は函南町側に位置し、標高は191m。別名を日守山（ひもりやま）と呼び、地元ではこちらの名称の方が定着している。

## 登山
狩野川脇の登山口から山頂まで、800mほどの登山道があるが舗装はされていない。頂上は日守山公園として整備され、展望デッキが置かれている。東方向の眺めがよく、富士山や箱根山、丹那山地や田方平野が眺められるが、西方向はほとんど展望はない。また、約70mの長さのローラーすべり台があったが、老朽化の為撤去されている。
なお、登山口には駐車場と水道、トイレが整備されている。

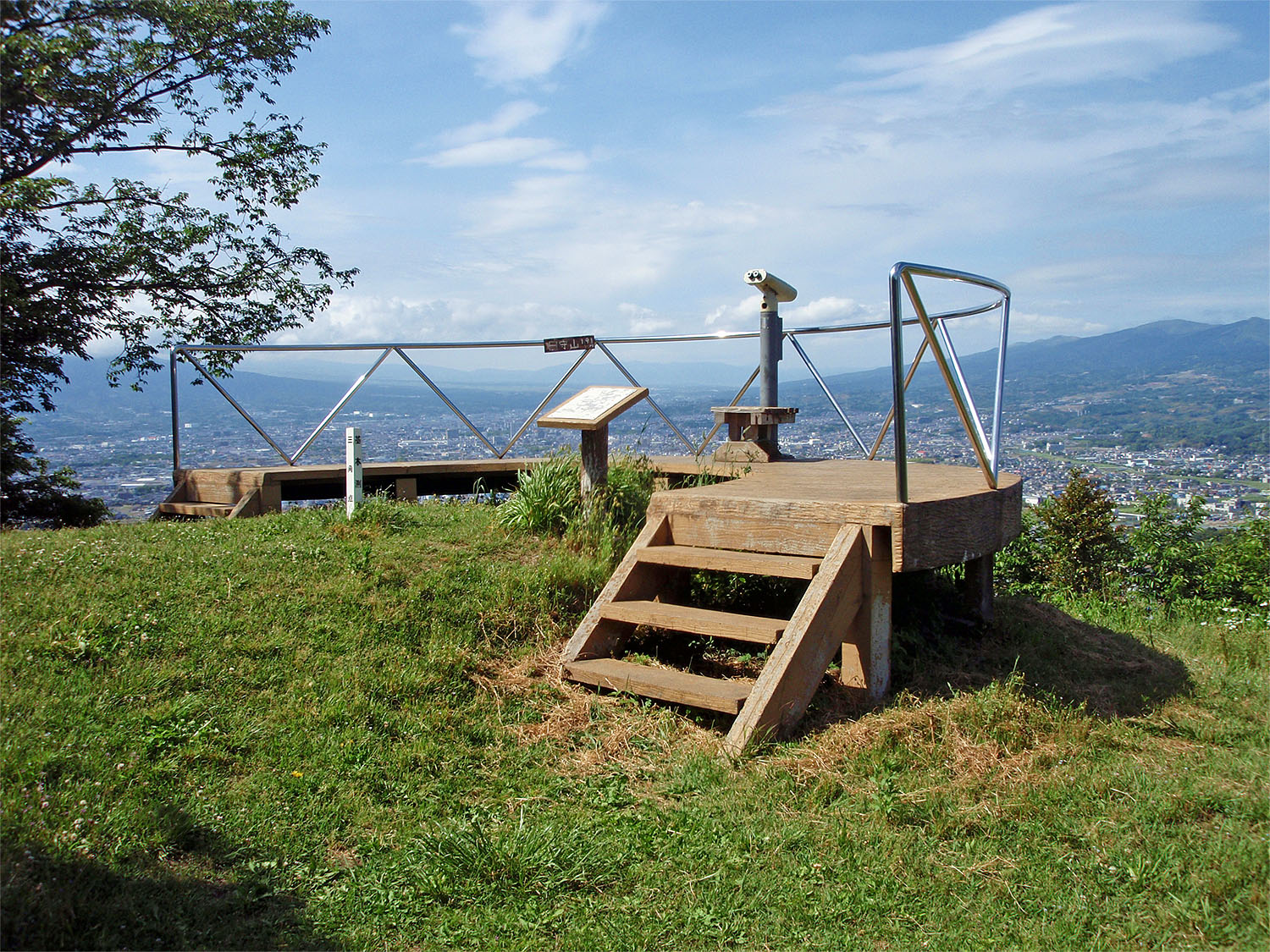
山頂の展望デッキ
双眼鏡は無料

大嵐山は「沼津アルプス」（香貫山〜大平山）の東に隣接しており、東隣りの茶臼山などと共に、俗に「奥沼津アルプス」の一峰として位置づけられている山である。西の大平山を通り、静浦山地の北端である香貫山へ歩くこともできる。なお、大平山方面から尾根伝いで、金山、若宮山、大嵐山へ歩き、さらに隣の茶臼山まで踏破したい場合は、山頂の日守山公園を囲む柵に切れ目がないので登山道が見つけにくい。
女坂の雲
大嵐山と茶臼山の間にある女坂の間に、朝雲ができると、どんな良い天気でも周辺に雲が多くなる。干し物を避けるべきとされている。

## 関係項目
- 伊豆中央道 - 大嵐山をトンネルで貫く自動車専用道